# Stora Hepokari
Stora Hepokari  is een Zweeds eiland behorend tot de Haparanda-archipel. Het eiland ligt 23 kilometer ten zuiden van de plaats Haparanda. Het eiland heeft geen oeververbinding en is onbebouwd. De Primula nutans gedijt hier goed (ongeveer 60.000 stuks). Stora Hepokari is een onderdeel van een geboeid van 1,85 km² van Natura 2000 en ligt even ten oosten van Lilla Hepokari. Stora Hepokari bestaat uit twee voormalige eilanden; het oorspronkelijke Stora Hepokari in het noorden en Inakari in het zuiden. Door de postglaciale opheffing worden zij al eeuwen met elkaar verbonden door een zandbank.